# Torsby (đô thị)
Đô thị Torsby (tiếng Thụy Điển: Torsby kommun) là một đô thị ở hạt Värmland của Thụy Điển. Thủ phủ là thị xã Torsby. Dân số thời điểm 31 tháng 12 năm 2000 là 13725 người.